# Балат
„Балат“ (на турски: Balat) квартал, разположен в европейската част на Истанбул, между кварталите „Айвансарай“ и „Фенер“. Името му идва от гръцката дума παλάτι, което означава дворец; районът е получил това име поради близостта си до двореца Блахерна.
Особеното значение на „Балат“ в историята на Истанбул е, че евреите, идващи от Испания, са били заселени тук и този квартал дълго време е съществувал като основен еврейски квартал в Истанбул. Освен това заселването на евреи около „Балат“ привлича и грузинските евреи в този регион. Сефарадски евреи, бягащи от Инквизицията в Испания, идват в Истанбул по покана на Баязид II.
Голяма част от балатските евреи напускат Истанбул след Истанбулския погром. В областта се намира и гръцката православна църква „Света Троица“.

## Галерия
- Къщи в „Балат“
- Историческа улица в Балат
- Болница в „Балат“